# Коитус а мамила
Коитус а мамила, известно с жаргонното си наименование турска чекия, е разновидност на полов акт без проникване, при който пенисът се стимулира чрез триене между женски гърди. Тя може да е част от прелюдия към полов акт с проникване или непосредствено да завърши с еякулацията на мъжа. Понякога може да се комбинира с фелацио при достатъчен размер на половия член.
Поради липсата на директен контакт между лигавиците на половите органи на мъжа и жената, този полов акт е сравнително безопасен по отношение на болестите предавани по полов път. В отсъствието на презерватив при евентуална еякулация семенна течност може да попадне върху такива лигавици (например в устната кухина), в носа или в окото, поради което рискът все пак съществува.